# Resume the Pose Tour
Resume the Pose Tour var en mindre turné af det amerikanske rockband Smashing Pumpkins. Turnéen varede fra 31. januar til 12. marts 2000.
Resume the Pose Tour var den første af to store turnéer til fordel for bandets femte studiealbum, MACHINA/the Machines of God, der blev udgivet i februar 2000. Turnéen bestod primært af mindre koncerter i pladeforretninger, hvor bandet samtidig skrev autografter på cd'er. Turnéen blev i april 2000 efterfulgt af The Sacred and Profane Tour.  
Turnéen bestod af 23 koncerter i 21 byer i enten USA og Canada.  Bandet bestod af Billy Corgan, James Iha, Jimmy Chamberlin og Melissa auf der Maur.
Inden bandet havde startet Resume the Pose Tour, foretog Smashing Pumpkins sig en kort europaturné i januar 2000. Her gæstede Smashing Pumpkins Danmark for sjette gang, da bandet spillede i Cirkusbygningen.  

## Sange
Eftersom verdensturnéen blev foretaget i forbindelse med udgivelsen af MACHINA/the Machines of God, spillede bandet primært sange fra det nye album. De mest spillede sange var "Glass and the Ghost Children", "Heavy Metal Machine" og "I of the Mourning". Samtidig blev bandets version af David Essex-nummeret "Rock On" også hyppigt spillet. Fra bandets tidligere album var "Cherub Rock" og "Today" fra Siamese Dream, "1979" og "Bullet with Butterfly Wings" fra Mellon Collie and the Infinite Sadness, "To Sheila" fra Adore blandt de mest spillede numre på turnéen. "I Am One" og "Crush" fra debutalbummet Gish blev også spillet ved halvdelen af koncerterne. 

## Bandet
- Billy Corgan (sang, guitar)
- James Iha (guitar)
- Melissa auf der Maur (bas)
- Jimmy Chamberlin (trommer)

## Koncerten i Cirkusbygningen d. 9. januar 2000
Koncerten varede to timer og var bandets sjette på dansk jord. Den fandt sted, knap to måneder før Smashing Pumpkins udgivet albummet MACHINA/the Machines of God. Koncerten var officielt ikke en del af Resume the Pose Tour. Samtidig var det bandets første af to koncerter på dansk jord i 2000. Som en del af The Sacred and Profane Tour vendte Smashing Pumpkins tilbage og spillede i Valbyhallen i oktober 2000. 
Der var mødt cirka 4.000 fans op i Cirkusbygningen, og det således bandets mindste koncert i Danmark siden 1993. Bandet spillede mod slutningen af første sæt nogle småbidder af andres sange, heriblandt Deep Purples "Smoke on the Water" og Backstreet Boys' "Backstreet's Back", for sjov. 

### Sætliste
- "Glass and the Ghost Children"
- "Age of Innocence"
- "Heavy Metal Machine"
- "Zero"
- "To Sheila"
- "Stand Inside Your Love"
- "I Am One"
- "The Crying Tree of Mercury"
- "Pale Scales"
- "The Everlasting Gaze"
- "Rock On"
- "I of the Mourning"
- "Cherub Rock"

Ekstranumre:
- "1979"
- "The Tale of Dusty and Pistol Pete"
- "Glass' Theme"
- "Bullet with Butterfly Wings"
- "Tonight, Tonight"
- "Ava Adore"

### Bandet
- Billy Corgan (sang, guitar)
- James Iha (guitar)
- Jimmy Chamberlin (trommer)
- Melissa auf der Maur (bas)

### Download
Koncerten fra Cirkusbygningen kan downloades gratis på Live Music Archive.